# Луцци, Мондино
Мондино де Луцци также известный как Мондиниус (итал. Mondino de Liuzzi, Mundinus; ок. 1270 — 1326),  — итальянский врач, анатом и профессор хирургии, основоположник современной анатомии. В частности, он возобновил долгое время запрещавшуюся средневековой католической церковью практику публичных вскрытий трупов умерших людей в целях обучения студентов медицине, а также написал первый со времён Галена современный анатомический трактат, основывавшийся не на пересказе трудов Галена и Ибн Сины, а на собственных результатах вскрытий.

## Биография

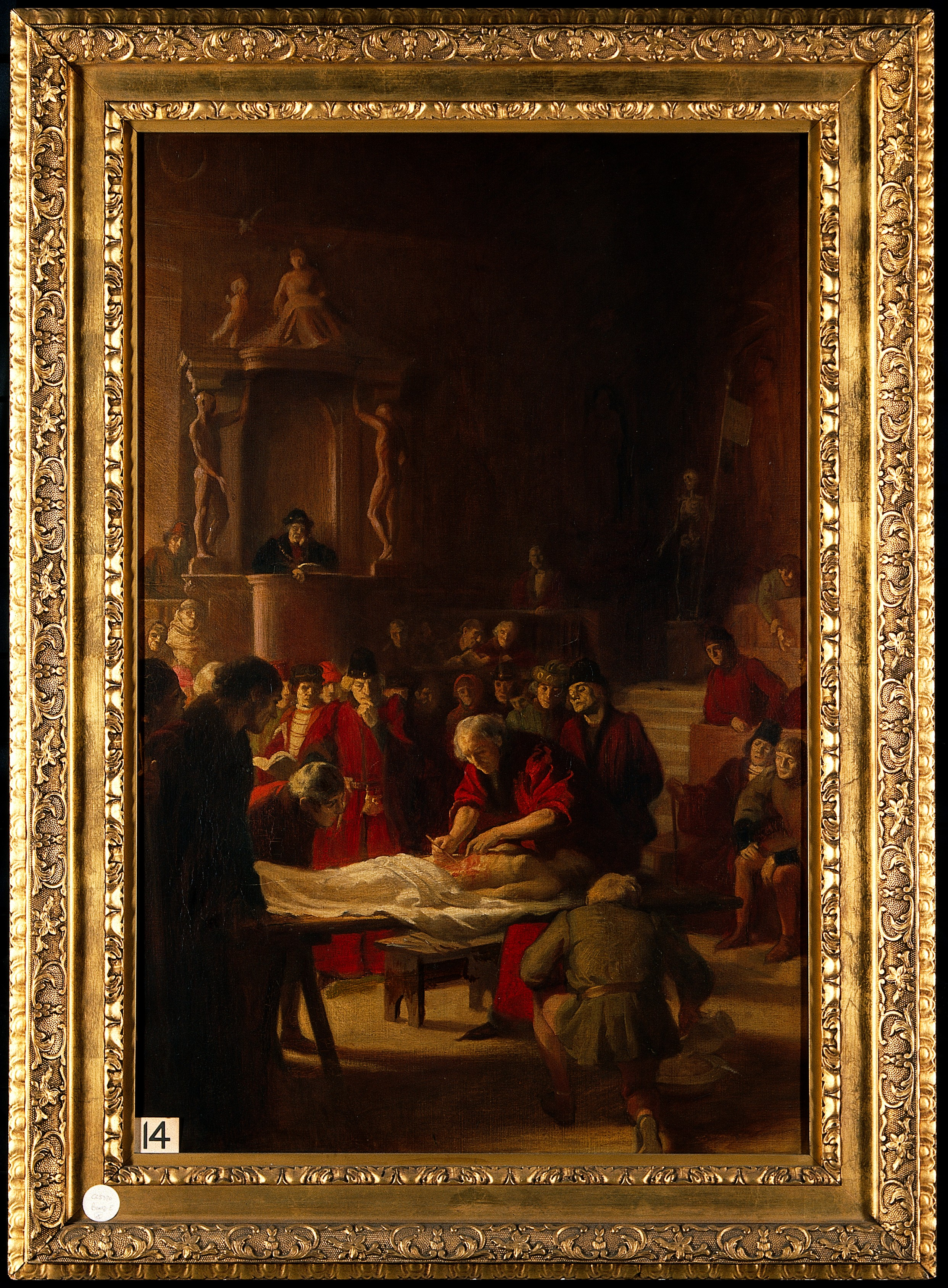
Эрнест Борд (1877—1934) — Итальянский анатомист Мондино проводит своё первое вскрытие в анатомическом театре Болоньи в 1318 году.

Родился приблизительно в 1270 году в уважаемой флорентийской семье, относящейся к гвельфам и гибеллинам, родом из Тосканы. Его отец Нерино и дед Альбиццио работали в Болонье фармацевтами, а дядя Луцио был профессором медицины. Мондино изучал медицину и философию в Болонском университете, который окончил приблизительно в 1290 году. В 1306—1324 годах он преподавал практическую медицину и хирургию в университете. Его учителями были Таддео Альдеротти и Анри де Мондевилль. Помимо медицинской специализации Мондино в городском управлении был послом Болоньи к принцу Иоанну, сыну неаполитанского короля Роберта. Мондино скончался в 1326 году и был захоронен в местной церкви San Vitale e Agricola, рядом с дядей Луцио. На гранитном надгробии Мондино по проекту скульптора Басо из Пармы изображён восседающий в кресле человек, обучающий своих учеников.

## Методы преподавания
Мондино первым включил систематическое изучение анатомии в программу медицинского обучения. Изучение человеческих трупов было прерогативой обучения Александрийской школы, но в связи с правовыми и религиозными предписаниями было отвергнуто после 200 годы н. э. Это позволило Мондино в январе 1315 года провести первое вскрытие перед взорами студентов и специалистов Болонского университета. Операция проводилась с разрешения Ватикана, для вскрытия, скорее всего, использовался труп казнённой женщины. В то время считалось нормой восседание профессора на высоком кресле, с которого он указывал хирургу (demonstrator), что делать. В это время ostensor указывал на рассматриваемые части тела. Метод Мондино считался новаторским, поскольку он лично проводил операции, исполнял роль demonstrator, вносил замечания и наблюдения в свои тетради и учебные пособия.

## Теория вскрытий

Anathomia Мондино, 1541 год

Мондино считал, что человеческое тело состоит трёх основных частей:
1. череп (верхний желудочек) содержит «животное начало»;
2. грудная клетка (средний желудочек) содержит «духовное начало», как сердце и лёгкие;
3. живот (нижний желудочек) содержит «естественное начало», включая печень и прочие висцеральные органы.

Мондино разделял животное, духовное и естественное начала для классификации различных аспектов физиологической деятельности. Также он считал, что некоторые органы от рождения превосходят другие, поэтому вскрывал сначала живот, где, по его мнению, органы «менее благородные», затем — грудную клетку и голову. Мондино утверждал, что различные методы рассечения следует применять к простым структурам (таким как кости, мышцы, нервы, вены и артерии), что не подходит для более сложных составных частей тела (например, глаз, ушей, печени и селезёнки). Он предлагал для изучения мышц конечностей использовать высушенный на солнце труп вместо быстро разлагающегося обычного трупа.

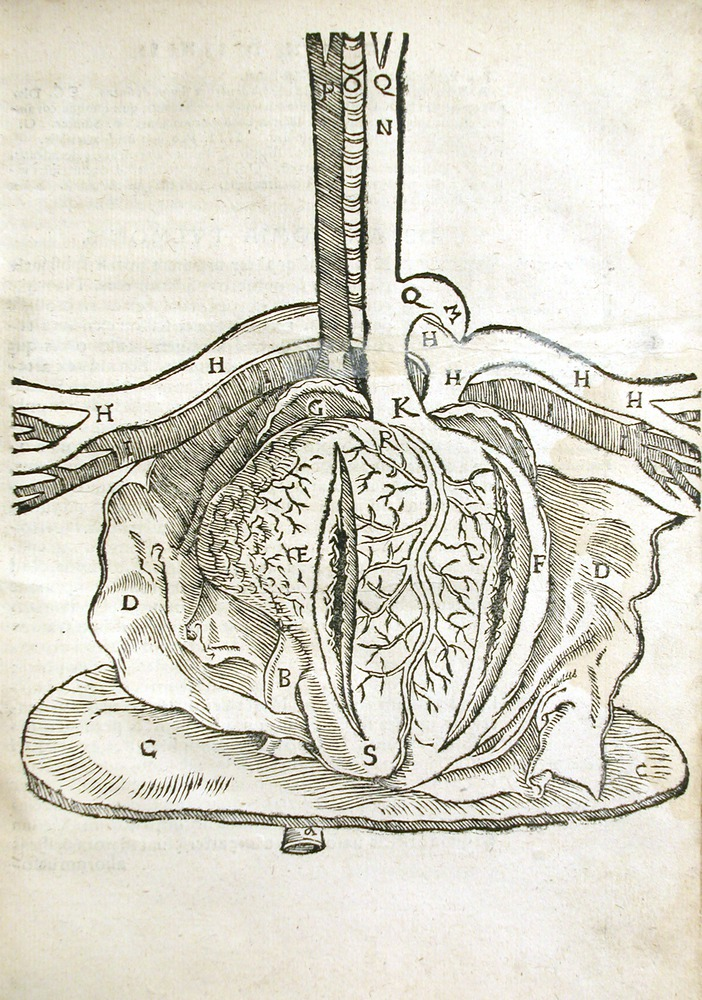
Разрез сердца из книги Мондино Anatomia Mundini, Ad Vetustis, 1541 год

## Вклад в изучение анатомии
В 1316 году появился учебник Мондино «Анатомия», лаконически описывающий расположение органов и заменивший ту часть первой книги «Канона» Авиценны, которая посвящена анатомии. Мондино не противоречил авторитетам и повторял их ошибки.

## Научное наследие
Мондино внёс свой вклад в развитие наук анатомии и физиологии. Его «Anathomia» быстро стала классическим трудом и столь авторитетным, что прочие позже написанные другими специалистами работы по анатомии, отличающиеся от этого, считались ложными. На протяжении последующих 300 лет обучение в медицинских учреждениях проходило по «Anathomia» Мондино. Анатом XVI века из Болоньи Джакопо Беренгарио да Карпи написал расширенный комментарий к труду Мондино, и текст «Anathomia» вошёл в «Fasciculus Medicinae» 1493 года.
После Мондино с 1404 года вскрытия стали обычными при преподавании медицины в Болонье, а в Падуе с 1429 года анатомическая секция официально была признана университетским статутом.